# クリストファー・タウンゼント
クリストファー・タウンゼント（Christopher Townsend）は、視覚効果スーパーバイザーである。インダストリアル・ライト&マジックで働いた後、フリーランスの視覚効果スーパーバイザーとなった。『アイアンマン3』と『ガーディアンズ・オブ・ギャラクシー:リミックス』でアカデミー賞視覚効果賞にノミネートされた。

## キャリア
1988年にイングランドのコヴェントリー大学でグラフィックデザインの学位を取得して卒業した後、オーストラリアやシンガポールの放送・広告業界で働く。
1995年にインダストリアル・ライト&マジック（ILM）に入社し、『スター・ウォーズ』新三部作などに貢献する。ILM入社から約11年後にフリーランスの視覚効果スーパーバイザーとなり、『センター・オブ・ジ・アース』、『ウルヴァリン:SAMURAI』、『ニンジャ・アサシン』、『パーシー・ジャクソンとオリンポスの神々』、『キャプテン・アメリカ/ザ・ファースト・アベンジャー』、『アイアンマン3』、『アベンジャーズ/エイジ・オブ・ウルトロン』、『ガーディアンズ・オブ・ギャラクシー:リミックス』、『キャプテン・マーベル』などに参加する。
2015年に母校のコヴェントリー大学より芸術の名誉博士号が授与された。

## 受賞とノミネート
| 賞               | 年   | 部門           | 作品名                                        | 結果       |
| ---------------- | ---- | -------------- | --------------------------------------------- | ---------- |
| アカデミー賞     | 2013 | 視覚効果賞     | アイアンマン3                                 | ノミネート |
| アカデミー賞     | 2017 | 視覚効果賞     | ガーディアンズ・オブ・ギャラクシー:リミックス | ノミネート |
| アカデミー賞     | 2021 | 視覚効果賞     | シャン・チー/テン・リングスの伝説             | ノミネート |
| 英国アカデミー賞 | 2013 | 特殊視覚効果賞 | アイアンマン3                                 | ノミネート |